# Rácz-Kotilla Erzsébet
Rácz-Kotilla Erzsébet (Arad, 1925. június 3. – 2019. szeptember 30.) erdélyi magyar gyógyszerész. Rácz Gábor felesége.

## Életútja
Szülővárosa, Arad Római Katolikus Főgimnáziumában érettségizett (1946), a Bolyai Tudományegyetem matematikai és természettudományi karának gyógyszerészeti szakán, majd 1949-től a marosvásárhelyi OGYI Gyógyszerészeti Karán folytatta tanulmányait, ahol érdemdiplomával végzett (1950). Már diákkorában (1949-ben) gyakornok a drogismereti tanszéken, itt, majd 1960-tól a gyógyszertani tanszéken tanársegéd, a gyógyszerészeti tudományok doktora (1962), adjunktus (1966). Az ő nevéhez fűződik az önálló gyógyszerhatástani tanszék létrehozása, amelyet nyugdíjazásáig előadótanárként vezet (1969-89). Részt vett a gyógynövénykert létesítésében és irányításában. Továbbképző tanfolyamokon biofarmáciát, farmakovigilenciát és fitoterápiát tanított. 1990-től Budapesten, 1992-től Pécsett vendégelőadó. 1993-ban Magyarországon telepedett le.

## Munkássága
Kutatómunkájában előbb a gyógynövények termesztésével és nemesítésével (levendula, rózsamuskátli, cickafark), növényszövettani és növénykémiai, majd hatástani vizsgálatokkal foglalkozott. Számos kísérletes módszert dolgozott ki növények gyógyhatásának kimutatására. Több készítmény méregtani vizsgálatát is elvégezte. Közleményei 21 hazai és külföldi folyóiratban, főleg az Orvosi Szemle-Revista Medicală, Farmacia, Note Botanice, Gyógyszerészet, Planta Medica, Die Pharmazie, Plantes Médicales et Phytothérapie és más szaklapok hasábjain jelentek meg, ismeretterjesztő írásait A Hét, Korunk, Művelődés, Dolgozó Nő közölte. Találmányai: a mák nemesítésénél használatos módszer kidolgozása (1954), az ópium helyettesítésére alkalmas tinktúra (1966), vizelethajtó tea (1970) és vízhajtó gyógyszer (1990). Társszerzője a Gyógynövényismeret (Rácz Gábor és A. Laza társszerzőkkel, 1984) és a Gyógynövényismeret – a fitoterápia alapja (Budapest 1992) című kézikönyveknek, valamint a háromkötetes Farmakognózia című kőnyomatos egyetemi jegyzetnek (Marosvásárhely 1956-57), főszerzője a Farmakognóziai vizsgálatok (Mv., 1958) című gyakorlati jegyzetnek.
Önálló kőnyomatos jegyzete a háromkötetes Farmakodinámia – Gyógyszerhatástan (Marosvásárhely, 1977-84), ez megjelent román nyelven is. Tanulmányt írt a Korszerű gyógynövényhasználat című Korunk-füzet magyar (Kolozsvár, 1982) és román változatába (Kolozsvár, 1983).

## Főbb művei
- Farmakodinamia – gyógyszerhatástan. 4. éves gyógyszerészhallgatók számára; összeáll. Rácz-Kotilla Erzsébet; Orvosi és Gyógyszerészeti Intézet, Marosvásárhely, 1977
- Rácz Gábor–Rácz-Kotilla Erzsébet–Laza Aristide: Gyógynövényismeret; Ceres, Bukarest, 1984
- Rácz Gábor–Rácz-Kotilla Erzsébet–Szabó László Gy.: Gyógynövényismeret. A fitoterápia alapjai; Sanitas Természetgyógyászati Alapítvány, Budapest, 1992 (Sanitas szakkönyvek)
- Rácz Gábor–Rácz-Kotilla Erzsébet: Aromaterápia mindenkinek; Aromax Rt., Budapest, 2000
- Rácz-Kotilla Erzsébet–Rácz Gábor: Emlékképek; Edenscript, Pécs, 2002
- Rácz-Kotilla Erzsébet–Rácz Gábor: Utószó; Edenscript, Pécs, 2002
- Rácz-Kotilla Erzsébet–Rácz Gábor: Teáskönyv; Edenscript, Pécs, 2003
- Rácz-Kotilla Erzsébet–Rácz Gábor: Úton-útfélen; Edenscript, Pécs, 2004
- Rácz Gábor–Rácz-Kotilla Erzsébet–Szabó László Gy.: Gyógynövények ismerete. A fitoterápia és az alternatív medicina alapjai; Galenus, Budapest, 2012 (Galenus könyvek)
- Rácz-Kotilla Erzsébet–Rácz Gábor: Röpke mosolyok; Edenscript, Pécs, 2014
- Rácz-Kotilla Erzsébet: Gyógynövény portrék, ahogy én látom; Edenscript, Pécs, 2015

## Emlékezete
- Az Egymásért vagyunk című, 2020-ban megjelent tudománytörténeti összeállításban munkásságára történő visszatekintés jelenik meg.[2]